# Незокия
Незокията (Nesokia indica), наричана също пластинкозъб бандикотов плъх, земен бандикотов плъх и късоопашат бандикотов плъх, е вид гризач от семейство Мишкови (Muridae). Видът не е застрашен от изчезване.

## Разпространение и местообитание
Разпространен е в Афганистан, Бангладеш, Египет, Израел, Индия, Йордания, Ирак, Иран, Китай, Пакистан, Палестина, Саудитска Арабия, Сирия, Таджикистан, Туркменистан и Узбекистан.
Обитава гористи местности, пустинни области, планини, възвишения, долини, поляни, ливади, пасища, храсталаци, дюни, степи, плантации и езера в райони с тропически и субтропичен климат, при средна месечна температура около 15,8 градуса.

## Описание
Теглото им е около 178,1 g.